# Jerntæppet
Jerntæppet er et politisk metafor, der beskriver den politiske grænse, der fra afslutningen af 2. verdenskrig og indtil ophøret af den kolde krig i 1991 delte Europa i to dele; et Vest- og et Østeuropa. Begrebet symboliserer Sovjetunionens bestræbelser på at begrænse sine og sine satellitstaters kontakter med Vesten, Vestens allierede og neutrale stater i Europa. Øst for Jerntæppet var de lande, der var under indflydelse af Sovjetunionen, hvorimod der vest for Jerntæppet var lande, der var medlemmer af NATO eller formelt neutrale. Grænsen for jerntæppet lå ved slutningen af 2. verdenskrig så Jugoslavien, Albanien og den Sovjetiske zone i Østrig var på den sovjetiske side. De tre områder blev senere neutrale.

## Historie
Begrebet kom senere til at omfatte installationerne langs den 7.000 km lange fysiske grænse mellem Øst og Vest og installationerne ved grænsen i form af pigtrådshegn, landminer m.v. Nationerne øst for Jerntæppet var Polen, DDR (Østtyskland), Tjekkoslovakiet, Ungarn, Rumænien, Albanien (udmeldte sig af Warszawapagten i 1968) og Sovjetunionen.
Brugen af metaforen "Jerntæppet" er blevet benyttet helt tilbage til begyndelsen af 1800-tallet. Udtrykket blev gjort berømt i sin nuværende betydning, da Winston Churchill i en tale 5. marts 1946 i Fulton i Missouri anvendte metaforen for situationen i Europa efter krigens afslutning.

## Oprindelse af metaforen
Udtrykket stammer fra teatret, hvor et jerntæppe var et sikkerhedstæppe vævet af jerntråde og asbestfibre, der blev hejst ned forrest i sceneåbningen. I tilfælde af brand kunne det forhindre - eller forsinke - ilden i at brede sig. 